# كيفن لانغ
كيفن لانغ (بالإنجليزية: Kevin Lang) هو اقتصادي أمريكي، ولد في 16 فبراير 1955.